# Litmanová
Litmanová este o comună slovacă, aflată în districtul Stará Ľubovňa din regiunea Prešov. Localitatea se află la altitudinea de 656 m deasupra n.m., se întinde pe o suprafață de 17,92 km2 și în 2017 număra 637 de locuitori.

## Istoric
Localitatea Litmanová este atestată documentar din 1412.

## Demografie
| An:                | 1994 | 2004   | 2014   | 2024   |
| ------------------ | ---- | ------ | ------ | ------ |
| Număr de persoane: | 648  | 629    | 646    | 617    |
| Diferență:         |      | −2,93% | +2,70% | −4,48% |

| An:                | 2023 | 2024   |
| ------------------ | ---- | ------ |
| Număr de persoane: | 623  | 617    |
| Diferență:         |      | −0,96% |